# J. B. Bickerstaff
John-Blair «J. B.» Bickerstaff (Denver, Colorado, 10 de marzo de 1979) es un entrenador de baloncesto estadounidense que dirige a los Detroit Pistons de la NBA. Es hijo del que fuera también entrenador Bernie Bickerstaff.

## Trayectoria deportiva

### Universidad
Jugó durante dos temporadas con los Beavers de la Universidad Estatal de Oregón, y dos más con los Gophers de la Universidad de Minnesota promediando en total 8,0 puntos, 4,7 rebotes y 3,5 asistencias por partido.

### Entrenador
Comenzó su carrera de entrenador como asistente de su padre, Bernie Bickerstaff, en 2004 en los Charlotte Bobcats de la NBA, donde permaneció 3 temporadas, convirtiéndose en el más joven asistente de la historia de la liga, con tan solo 25 años. En 2007 fichó como asistente de Randy Wittman en los Minnesota Timberwolves, donde permaneció 4 temporadas, para fichar en 2011 por los Houston Rockets, donde estaría a las órdenes de Kevin McHale.
Tras los once primeros partidos de la temporada 2015-16, McHale fue destituido, siendo reemplazado de forma interina por Bickerstaff, quien sin embargo acabó la temporada al frente del equipo, clasificándolo para los playoffs.
El 27 de noviembre de 2017, tras la destitución de David Fizdale al frente de los Memphis Grizzlies, pasó a ser entrenador interino del equipo. El 1 de mayo de 2018, se hizo oficial su puesto como técnico principal.
El 11 de abril de 2019, es destituido de su cargo, tras no alcanzar los playoffs con los Grizzlies. El 19 de mayo, firma como asistente técnico con Cleveland Cavaliers. Tras la destitución de John Beilein, el 19 de febrero de 2020, se convierte en técnico principal de Cleveland, firmando, el 10 de marzo, un contrato multianual como entrenador principal de los Cavs. Y firmando una extensión el 25 de diciembre de 2021.
Tras cinco temporadas en Cleveland con un récord de 170-159, el 23 de mayo de 2024 fue despedido. Un mes después, el 30 de junio, firma por cinco temporadas como técnico principal de Detroit Pistons.
En su primer año en Detroit, fue elegido Entrenador del Mes de febrero de la Conferencia Este.

## Estadísticas como entrenador
| Equipo    | Temp.   | P   | V   | D   | %V-D | Finalizó        | PP | VP | DP | %V-DP | Playoffs                             |
| --------- | ------- | --- | --- | --- | ---- | --------------- | -- | -- | -- | ----- | ------------------------------------ |
| Houston   | 2015-16 | 71  | 37  | 34  | .521 | 4.º en Suroeste | 5  | 1  | 4  | .200  | Pierde en Primera ronda              |
| Memphis   | 2017-18 | 63  | 15  | 48  | .238 | 5.º en Suroeste | —  | —  | —  | —     | No Playoffs                          |
| Memphis   | 2018-19 | 82  | 33  | 49  | .402 | 3.º en Suroeste | —  | —  | —  | —     | No Playoffs                          |
| Cleveland | 2019-20 | 11  | 5   | 6   | .455 | 5.º en Central  | —  | —  | —  | —     | No Playoffs                          |
| Cleveland | 2020-21 | 72  | 22  | 50  | .306 | 4.º en Central  | —  | —  | —  | —     | No Playoffs                          |
| Cleveland | 2021-22 | 82  | 44  | 38  | .537 | 3.º en Central  | —  | —  | —  | —     | No Playoffs                          |
| Cleveland | 2022-23 | 82  | 51  | 31  | .622 | 2.º en Central  | 5  | 1  | 4  | .200  | Pierde en Primera ronda              |
| Cleveland | 2023-24 | 82  | 48  | 34  | .585 | 2.º en Central  | 12 | 5  | 7  | .417  | Pierde en Semifinales de conferencia |
| Detroit   | 2024-25 | 82  | 44  | 38  | .537 | 4.º en Central  | 6  | 2  | 4  | .333  | Pierde en Primera ronda              |
| Total     | Total   | 627 | 299 | 328 | .477 |                 | 28 | 9  | 19 | .321  |                                      |